# Liste der Baudenkmäler in Wassertrüdingen

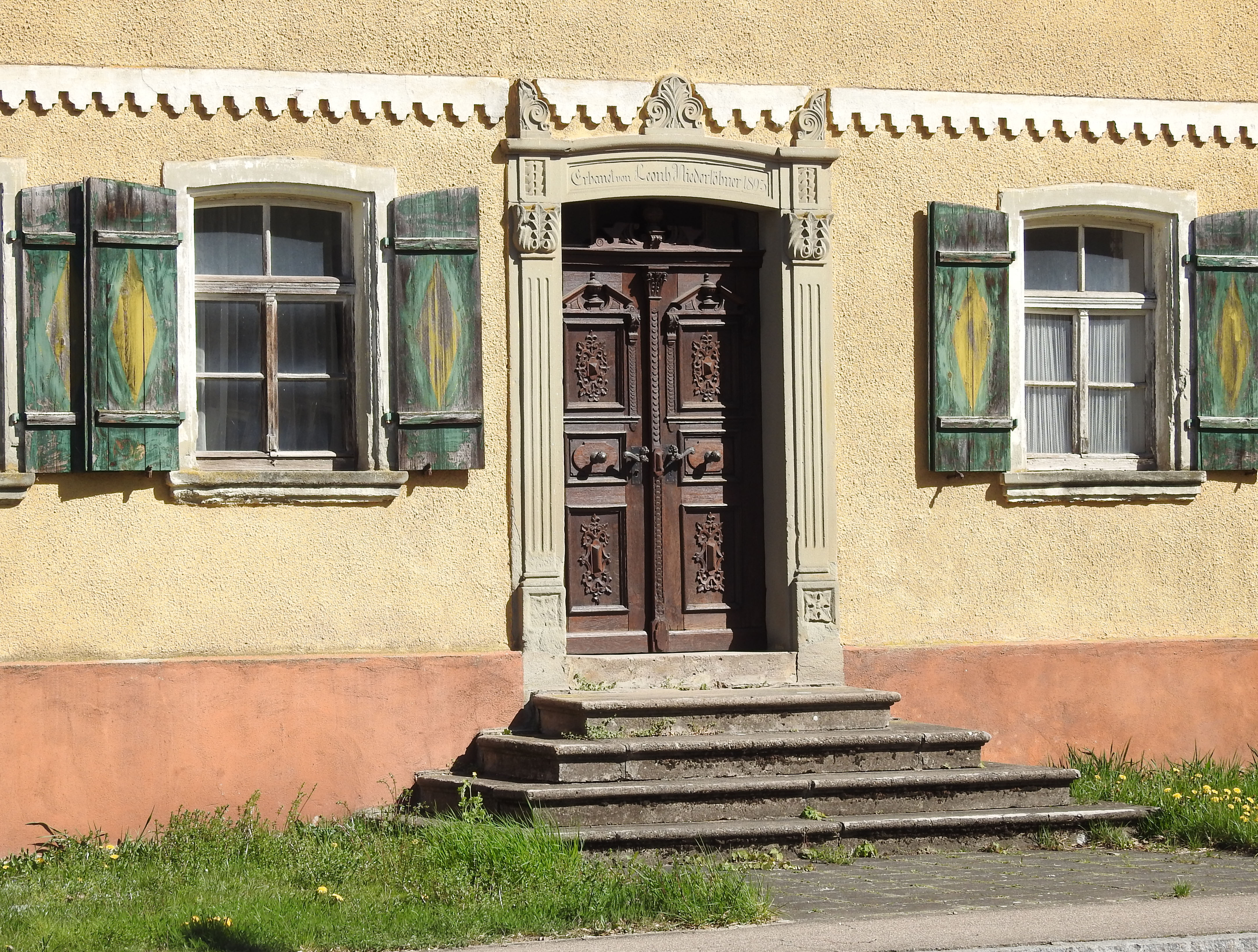
Hausportal in Obermögersheim

Auf dieser Seite sind die Baudenkmäler in der mittelfränkischen Stadt Wassertrüdingen zusammengestellt. Diese Tabelle ist eine Teilliste der Liste der Baudenkmäler in Bayern. Grundlage ist die Bayerische Denkmalliste, die auf Basis des Bayerischen Denkmalschutzgesetzes vom 1. Oktober 1973 erstmals erstellt wurde und seither durch das Bayerische Landesamt für Denkmalpflege geführt wird. Die folgenden Angaben ersetzen nicht die rechtsverbindliche Auskunft der Denkmalschutzbehörde.

## Stadtbefestigung
Die Reste der ringförmigen Stadtmauer der ehemaligen Stadtbefestigung gehen vom Schlosshügel aus und sind in Quadermauerwerk wohl im 13./14. Jahrhundert entstanden. Von den ehemals drei Stadttoren ist nur das Obere Tor erhalten. Aktennummer: D-5-71-214-1. Der Stadtgraben ist teilweise zugeschüttet, aber immer noch als ehemaliger Befestigungsgraben erkennbar, teilweise noch mit einem Wasserlauf. Heute ist er, soweit nicht überbaut, gekennzeichnet durch eine Kette teilweise noch biedermeierlicher, privater Kleingärten. Es sind folgende Teile der Stadtbefestigung erhalten; die Nennung der einzelnen Teile erfolgt im Gegenuhrzeigersinn, beginnend beim Oberen Tor:
- Marktstraße 3: Stadttor, sogenanntes Oberes Tor (Lage), quadratische Anlage mit mittelalterlichem Unterbau, Obergeschoss verputztes Fachwerk, Mansardwalmdach mit Dachreiter, 1752 (D-5-71-214-42)
- Geschlossener Mauerzug vom Oberen Tor zum Schlosshügel mit Unterbrechungen an den westlichen Grundstücksgrenzen von Marktstraße 8 (Lage), 8, Kapellgasse 2, 4, 6, 8, 10, 12, 14 (Lage), nach einer Unterbrechung bei Alte Schulgasse bei Kapellgasse 16 (Lage), 20, 26, 28, 30 (Lage), 32, 34 (Lage) und 40 (Lage), nach der Unterbrechung an der Mühltorstraße bei Mühltorstraße 7 (Lage), 5 (Lage) und 3 (Lage).
- Mauerabschnitte vom Schlosshügel zum Oberen Tor entlang der Höllgasse bei Nr. 6 (Lage), 8, 10, 12, 16, 18, 20 (Lage), 26 (Lage), 28 (Lage) und 34 (Lage)
- Geschlossener Mauerzug entlang der Sauergasse von Nr. 29 (Lage) bis 13 (Lage)

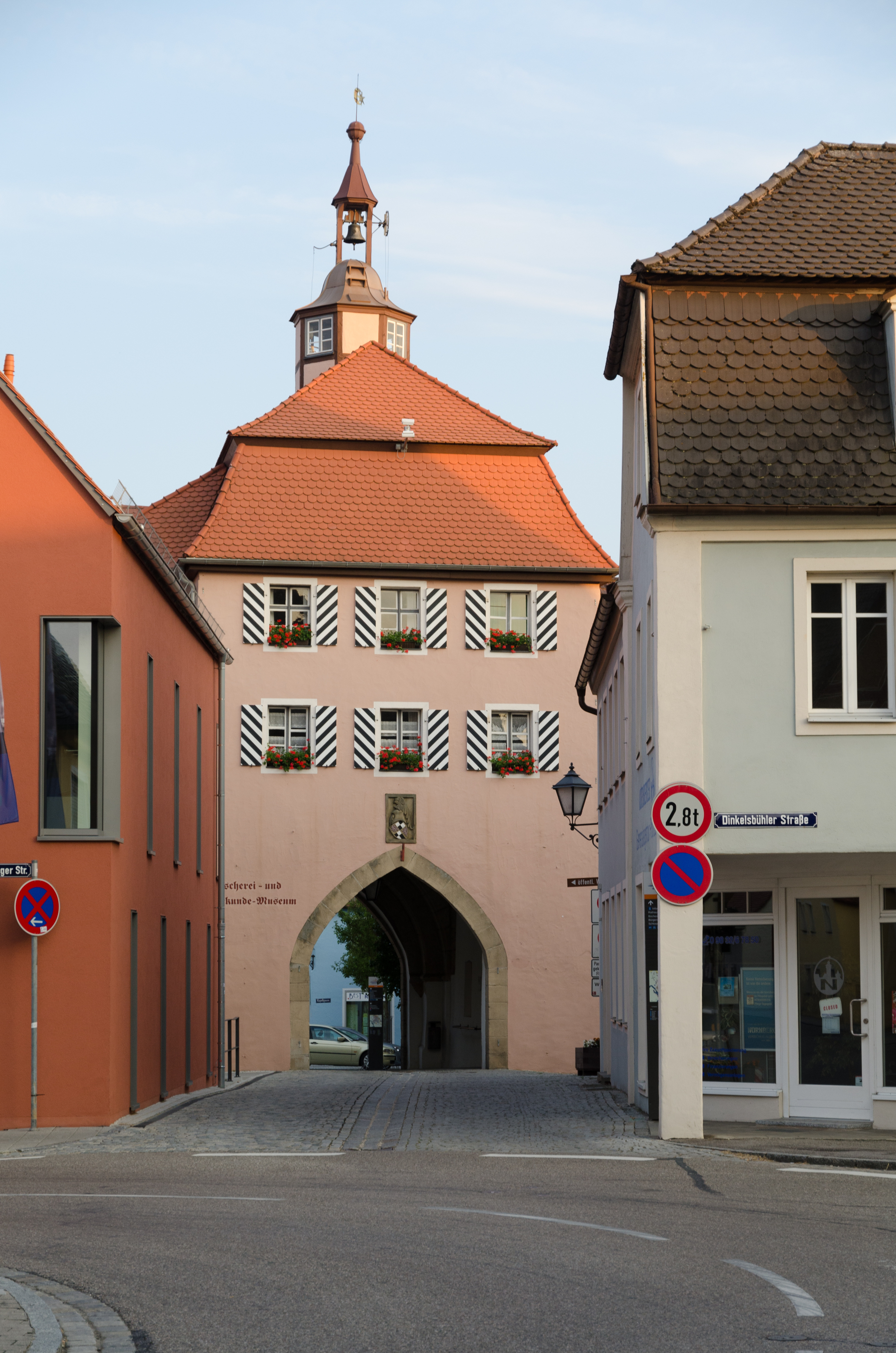
Oberes Tor, Feldseite weitere Bilder
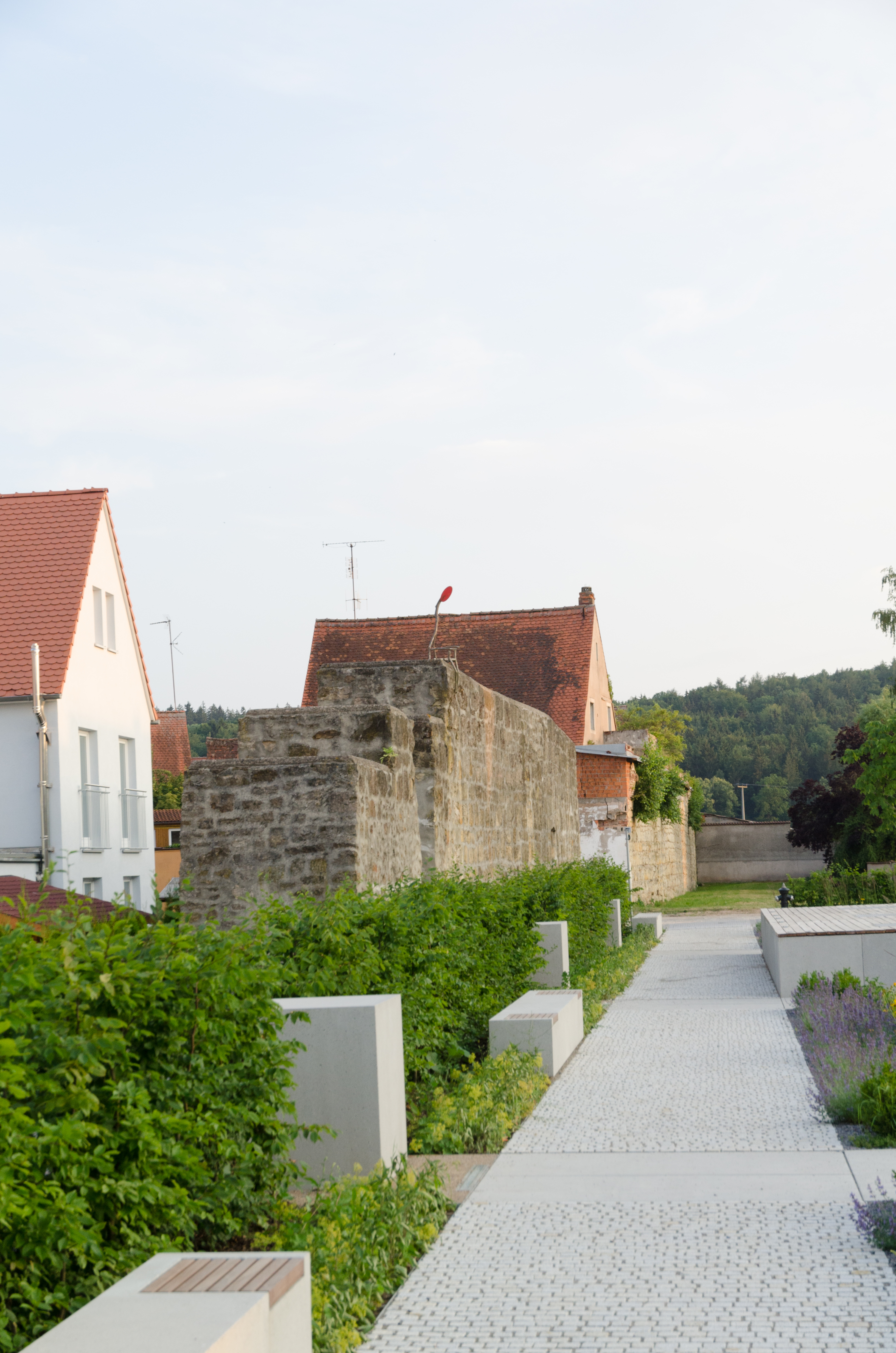
Stadtmauer Kapellgasse 6–14, Feldseite weitere Bilder
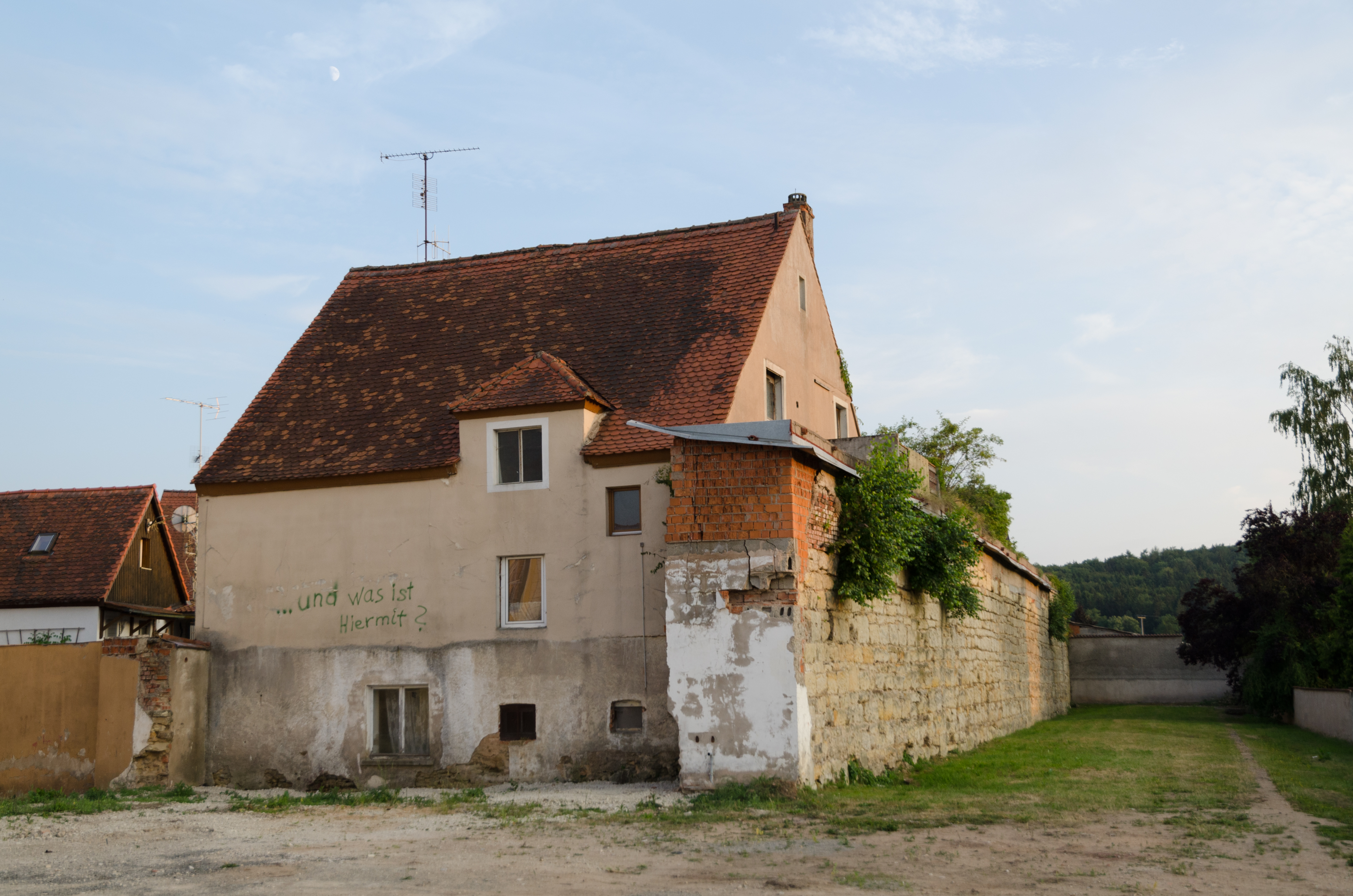
Stadtmauer Kapellgasse 16, von Norden weitere Bilder
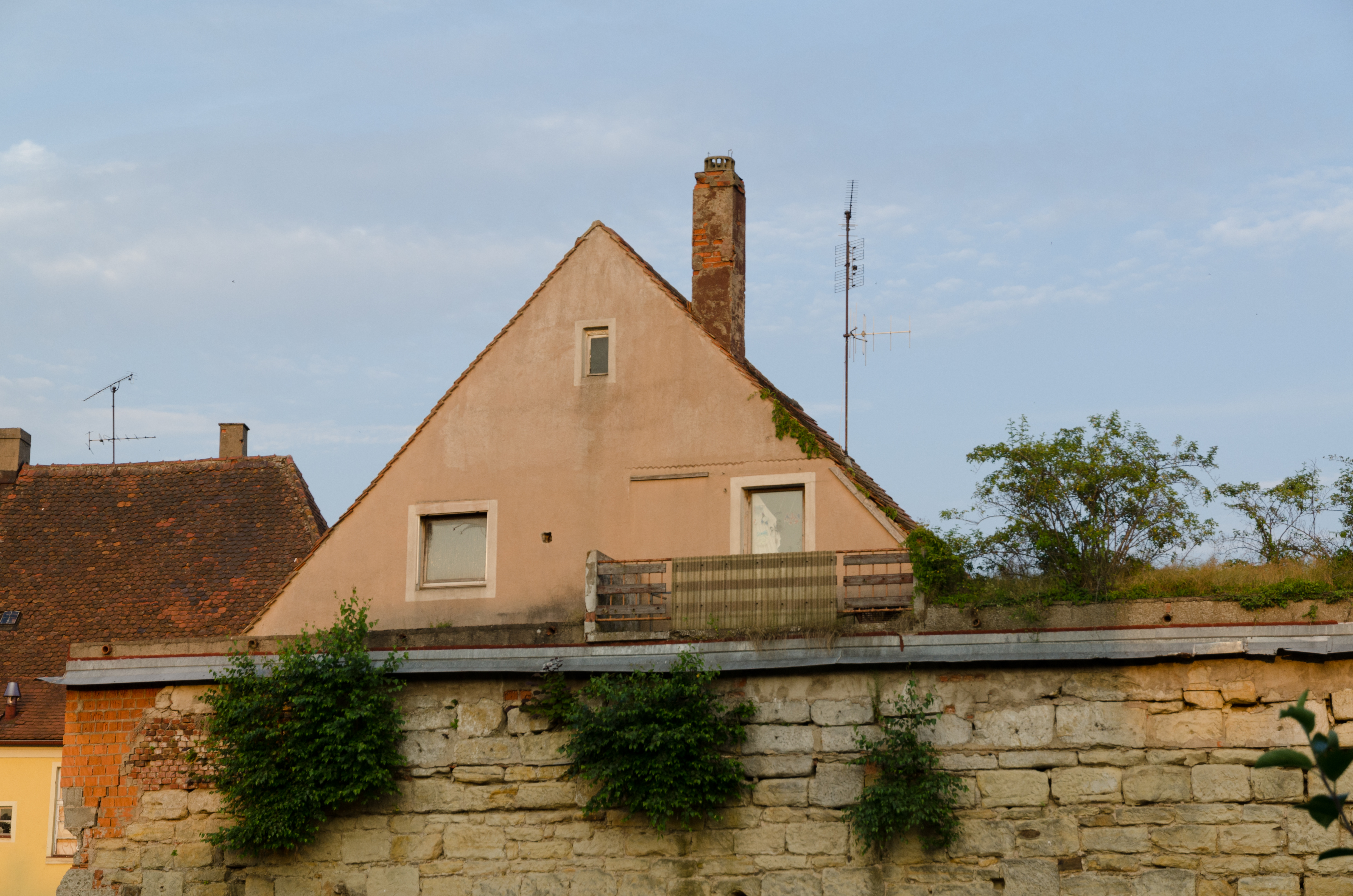
Stadtmauer Kapellgasse 16, von Westen weitere Bilder
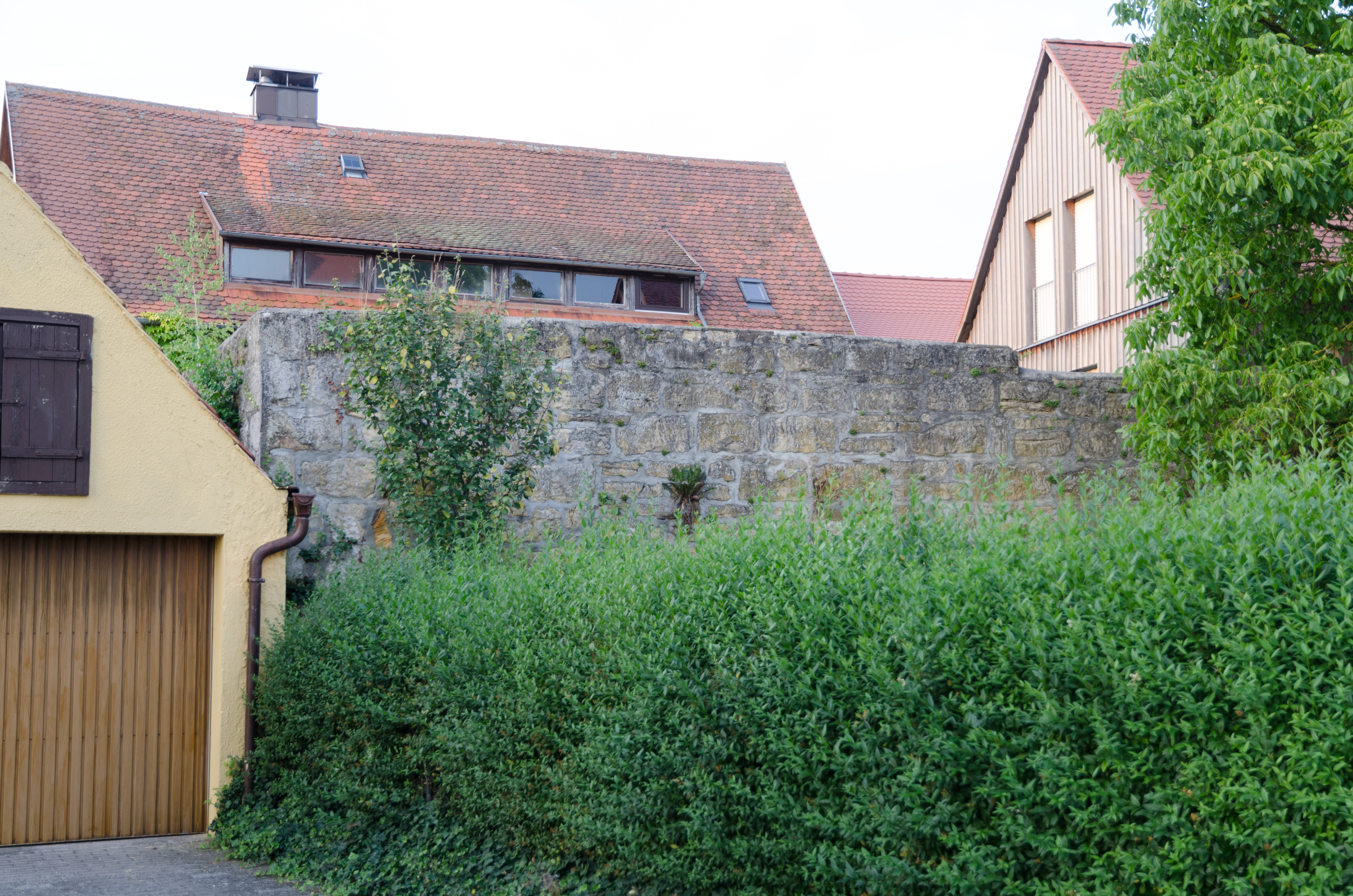
Südwestecke der Stadtmauer bei Kapellgasse 34, von Süden weitere Bilder
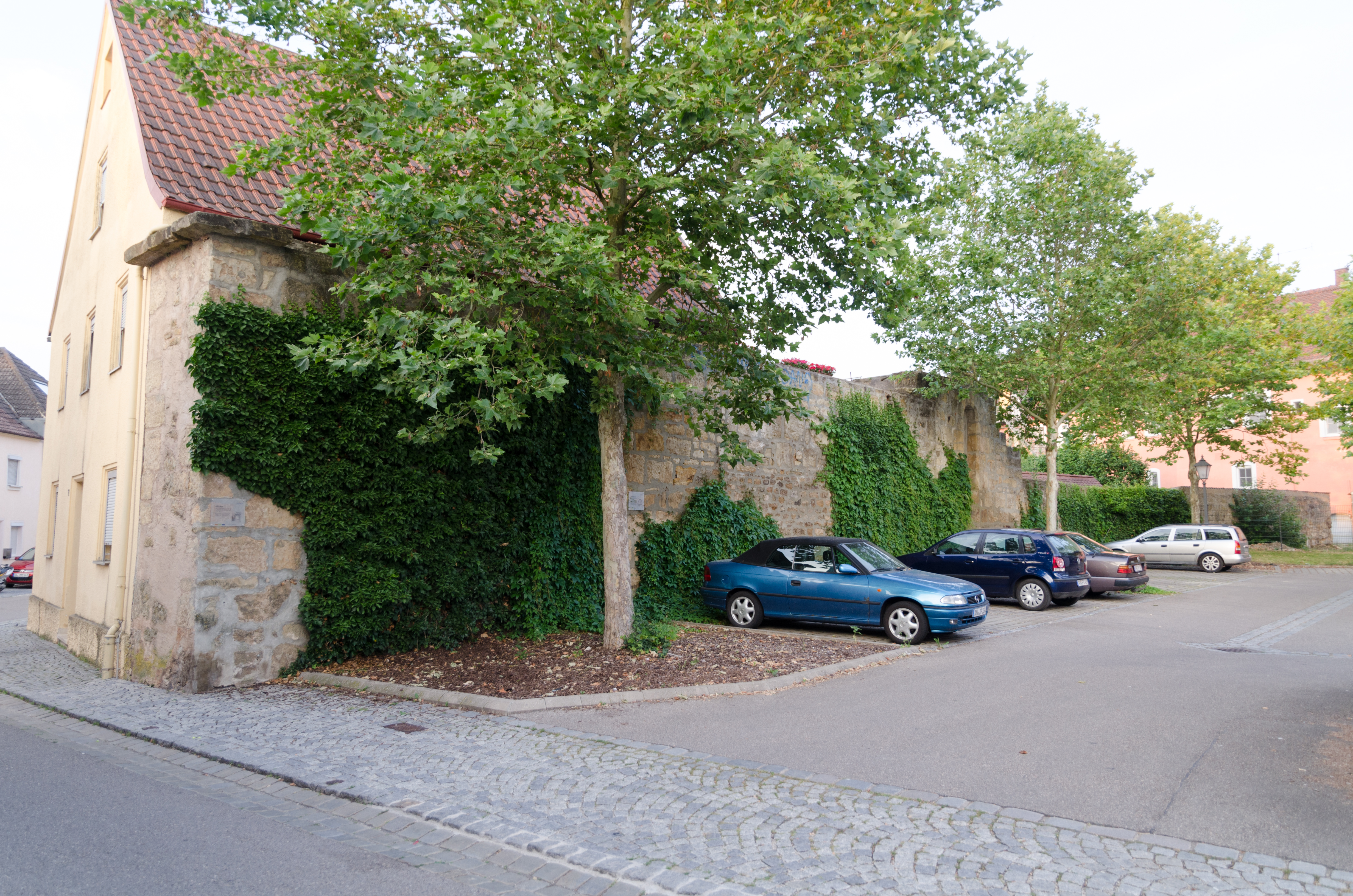
Mühltorstraße 7, 5, 3, von Südwesten weitere Bilder
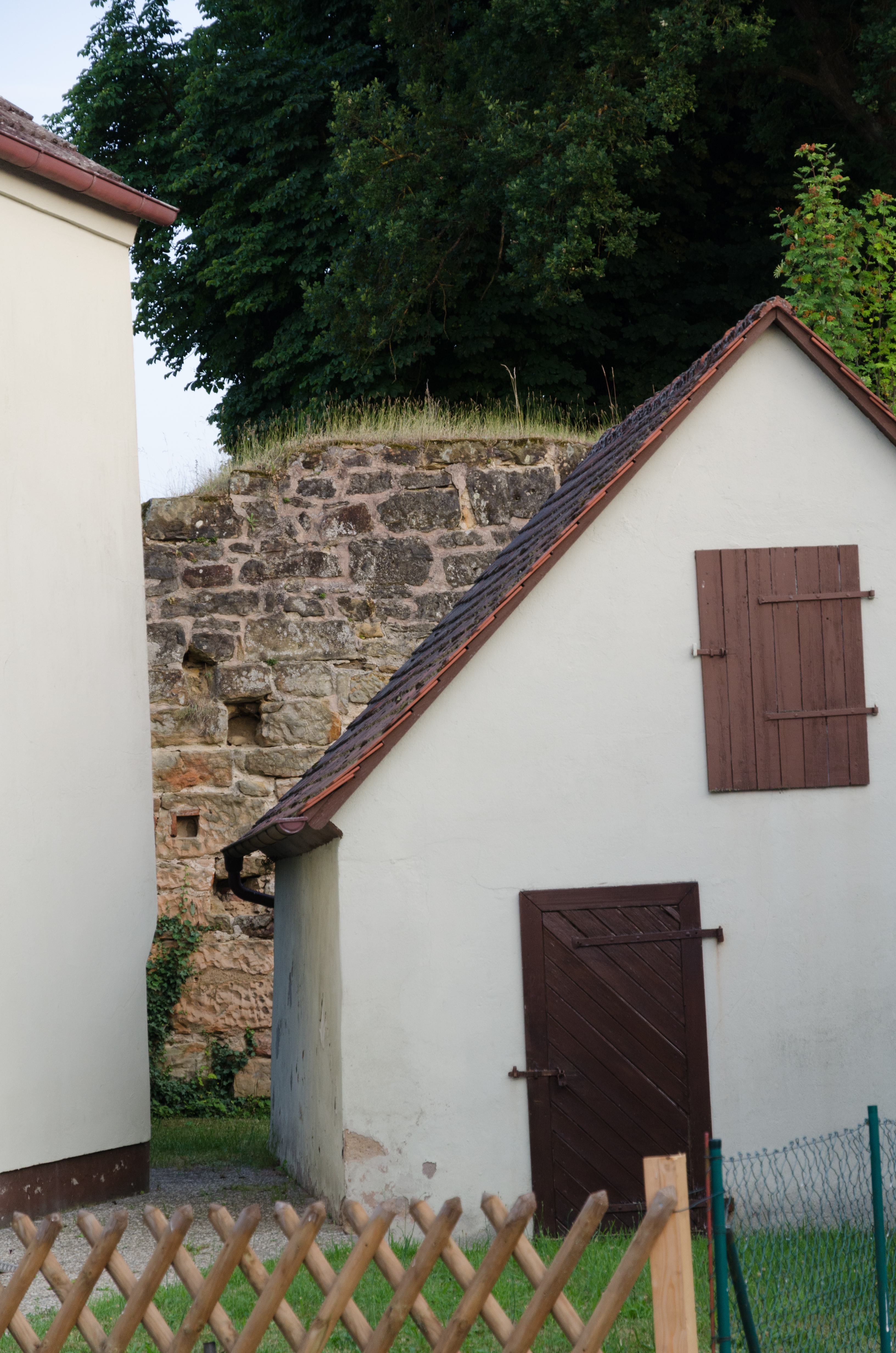
Höllgasse 6, von Südwesten weitere Bilder
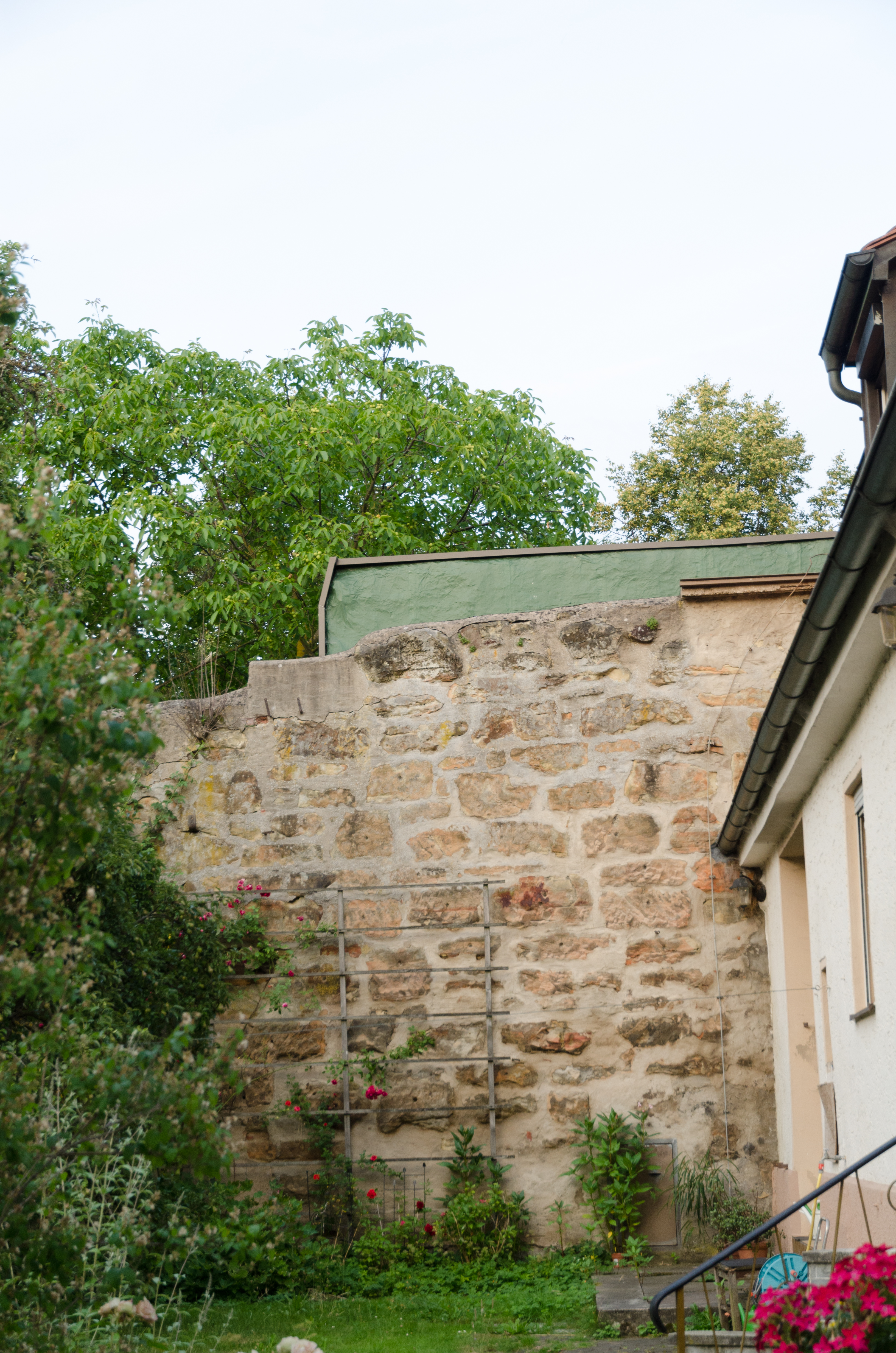
Sauergasse 29, von Westen weitere Bilder

## Baudenkmäler nach Gemeindeteilen

### Wassertrüdingen
| Lage                                | Objekt                                                           | Beschreibung | Akten-Nr.      | Bild                                                             |
| ----------------------------------- | ---------------------------------------------------------------- | --- | -------------- | ---------------------------------------------------------------- |
| Alte Schulgasse 1 (Standort)        | Ehemaliges Schulhaus                                             | Zweigeschossiger verputzter Massivbau mit Walmdach, breitem Zwerchhaus und Putzgliederung, 18. Jahrhundert | D-5-71-214-3   | weitere Bilder                                                   |
| An der Stadtmühle 1, 2 (Standort)   | Ehemalige Wassermühle, sogenannte Stadtmühle                     | Massives zweigeschossiges Walmdachhaus mit Fachwerk-Obergeschoss, 17. Jahrhundert | D-5-71-214-4   | weitere Bilder                                                   |
| An der Stadtmühle 4 (Standort)      | Ehemaliger Mühlstadel                                            | Erdgeschossiger verputzter Massivbau mit Fachwerkgiebel und Krüppelwalmdach, im Kern 18. Jahrhundert | D-5-71-214-4   | weitere Bilder                                                   |
| Mühlwiesen (Standort)               | Ehemaliges Mühlengebäude                                         | Zweigeschossiger schmaler Satteldachbau mit massivem Erdgeschoss, im Kern 18. Jahrhundert | D-5-71-214-4   | BW                                                               |
| Bahnhofsplatz 1 (Standort)          | Ehemaliges Bahnhofsempfangsgebäude der Ludwig-Süd-Nord-Eisenbahn | Dreigeschossiger verschlämmter Sandsteinquaderbau mit flachem Satteldach und Geschossbänder, um 1847/49 | D-5-71-214-6   | Ehemaliges Bahnhofsempfangsgebäude der Ludwig-Süd-Nord-Eisenbahn |
| Bahnhofstraße 12 (Standort)         | Ehemalige Villa, sogenannte Ramge-Villa                          | Giebelständiger zweigeschossiger Putzbau mit Sandsteinsockel, Eckquaderung, Kniestock und Giebeln aus Zierfachwerk, Veranda und Satteldach, 1899–1903 | D-5-71-214-116 | BW                                                               |
| Bahnhofstraße 19 (Standort)         | Gartenvilla                                                      | Zweigeschossiger Walmdachbau auf hohem Kellergeschoss mit Erker und Zwerchhaus, barockisierend, um 1915 | D-5-71-214-7   | Gartenvilla                                                      |
| Bahnhofstraße 19 (Standort)         | Einfriedung                                                      | Massiv, gleichzeitig | D-5-71-214-7   | BW                                                               |
| Bahnhofstraße 24 (Standort)         | Gartenvilla                                                      | Erdgeschossiger historisierender Gruppenbau mit Erkern, Zwerchhaus und Krüppelwalmdach, um 1915 | D-5-71-214-8   | BW                                                               |
| Bahnhofstraße 24 (Standort)         | Einfriedung                                                      | Massive Pfeiler mit eingespanntem Holzlattenzaun, gleichzeitig | D-5-71-214-8   | BW                                                               |
| Bahnhofstraße 26 (Standort)         | Katholische Pfarrkirche St. Walburga                             | Barockisierender Zentralbau mit Dachreiter, angefügter Sakristei und geschwungener Giebelfassade, von Otto Schulz, 1909/10; mit Ausstattung | D-5-71-214-9   | weitere Bilder                                                   |
| Dinkelsbühler Straße 3 (Standort)   | Wohnhaus                                                         | Zweigeschossiger traufständiger Massivbau mit Satteldach und Fachwerkgiebel, 17./18. Jahrhundert | D-5-71-214-12  | weitere Bilder                                                   |
| Dinkelsbühler Straße 4 (Standort)   | Wohnhaus                                                         | Zweigeschossiges Giebelhaus mit Fachwerk-Obergeschoss und Satteldach, 18. Jahrhundert | D-5-71-214-13  | weitere Bilder                                                   |
| Dinkelsbühler Straße 5 a (Standort) | Ehemalige Maschinenhalle                                         | Langgezogener eingeschossiger Putzbau mit Kniestock und Lisenengliederung, um 1906 | D-5-71-214-111 | BW                                                               |
| Dinkelsbühler Straße 12 (Standort)  | Ehemaliges Wohnstallhaus                                         | Erdgeschossiger Massivbau mit Krüppelwalmdach, 18. Jahrhundert | D-5-71-214-14  | BW                                                               |
| Dinkelsbühler Straße 13 (Standort)  | Ehemaliges Ackerbürgerhaus                                       | Zweigeschossiger giebelständiger Einfirsthof mit Fachwerkgiebel, 18. Jahrhundert | D-5-71-214-15  | BW                                                               |
| Hafenmarkt 5, 7 (Standort)          | Ehemaliges Ackerbürgerhaus, jetzt Doppelhaus                     | Zweigeschossiger traufseitiger Einfirsthof mit Halbwalmdach, 18. Jahrhundert | D-5-71-214-16  | BW                                                               |
| Hafenmarkt 8 (Standort)             | Wohn- und Geschäftshaus                                          | Zweigeschossiger giebelständiger Putzbau mit Eckrustika und steilem Satteldach, 18. Jahrhundert, Veränderung im 19. Jahrhundert | D-5-71-214-17  | weitere Bilder                                                   |
| Hafenmarkt 8 (Standort)             | Nebengebäude                                                     | Schmaler zweigeschossiger Satteldachbau, zweite Hälfte 19. Jahrhundert | D-5-71-214-17  | BW                                                               |
| Hafenmarkt 10 (Standort)            | Ehemaliges Ackerbürgerhaus                                       | Zweigeschossiger Giebelbau mit Satteldach, im Kern 18. Jahrhundert | D-5-71-214-18  | weitere Bilder                                                   |
| Hafenmarkt 18 (Standort)            | Gasthaus                                                         | Zweigeschossiges verputztes Eckhaus mit Satteldach, frühes 18. Jahrhundert | D-5-71-214-19  | weitere Bilder                                                   |
| Höllgasse 22 (Standort)             | Wohnhaus                                                         | Zweigeschossiges Giebelhaus mit Satteldach, 18. Jahrhundert | D-5-71-214-21  | Wohnhaus                                                         |
| Höllgasse 24 (Standort)             | Wohnhaus                                                         | Zweigeschossiger verputzter Giebelbau, 18. Jahrhundert | D-5-71-214-22  | Wohnhaus                                                         |
| Höllgasse 26 (Standort)             | Wohnhaus                                                         | Zweigeschossiger verputzter Giebelbau, 18. Jahrhundert | D-5-71-214-23  | weitere Bilder                                                   |
| Höllgasse 28 (Standort)             | Wohnhaus                                                         | Zweigeschossiger verputzter Giebelbau, 18. Jahrhundert | D-5-71-214-24  | weitere Bilder                                                   |
| Höllgasse 30 (Standort)             | Wohnhaus                                                         | Zweigeschossiger verputzter Giebelbau, 18. Jahrhundert | D-5-71-214-25  | weitere Bilder                                                   |
| Höllgasse 32 (Standort)             | Wohnhaus                                                         | Zweigeschossiger verputzter Giebelbau, 18. Jahrhundert | D-5-71-214-26  | weitere Bilder                                                   |
| Kapellgasse 2 (Standort)            | Ehemaliges Ackerbürgerhaus                                       | Zweigeschossiger Giebelbau mit Fachwerk-Obergeschoss und -Giebel, sowie nördlichem Scheunenanbau, 18. Jahrhundert | D-5-71-214-28  | weitere Bilder                                                   |
| Kapellgasse 36 (Standort)           | Ehemaliges Ackerbürgerhaus                                       | Zweigeschossiger Putzbau mit Fachwerk-Giebel und Satteldach, 18. Jahrhundert | D-5-71-214-33  | Ehemaliges Ackerbürgerhaus                                       |
| Kirchgasse 2 (Standort)             | Evangelisch-lutherische Pfarrkirche Heilige Dreifaltigkeit       | Saalbau mit polygonalem Chorschluss und nördlichem Flankenturm, sowie angefügter Sakristei, Turm im Kern mittelalterlich, Chor 15. Jahrhundert, Langhaus und Turmabschluss von Leopoldo Retty 1738–40; mit Ausstattung | D-5-71-214-35  | weitere Bilder                                                   |
| Kirchgasse 3 (Standort)             | Wohnhaus                                                         | Schmaler Giebelbau mit steilem Satteldach und partiellem Fachwerk, 18./19. Jahrhundert | D-5-71-214-36  | weitere Bilder                                                   |
| Kirchgasse 4 (Standort)             | Evangelisch-lutherisches Dekanat und Pfarrhaus                   | Zweigeschossiger verputzter Walmdachbau, teilweise mit Fachwerk-Obergeschoss, 1680/81 | D-5-71-214-37  | weitere Bilder                                                   |
| Lentersheimer Straße 8 (Standort)   | Evangelisch-lutherische Friedhofskapelle St. Johannis            | Verputzter Saalbau mit eingezogenem Chor und Dachreiter, 1588, Erweiterung 1889, weitere Veränderungen 1902 und 1956; mit Ausstattung | D-5-71-214-5   | weitere Bilder                                                   |
| Lentersheimer Straße 8 (Standort)   | Friedhofsmauer                                                   | Mit eingelassenen Epitaphien, teilweise mit beschnitzten, hölzernen Arkaden westlich und südlich, 1570–88 | D-5-71-214-5   | Friedhofsmauer                                                   |
| Lentersheimer Straße 8 (Standort)   | Friedhof                                                         | Grabdenkmäler, 6. bis 19. Jahrhundert | D-5-71-214-5   | BW                                                               |
| Lentersheimer Straße 29 (Standort)  | Schützenscheiben                                                 | 18. bis 19. Jahrhundert | D-5-71-214-39  | BW                                                               |
| Marktstraße 2 (Standort)            | Wohnhaus                                                         | Zweigeschossiger verputzter Eckbau mit Schopfwalm-Mansarddach und südlich angefügtem Putzbau mit Schopfwalm, im Bereich der ehemaligen Torburg, im Kern 18. Jahrhundert | D-5-71-214-41  | BW                                                               |
| Marktstraße 7 (Standort)            | Gasthaus, genannt Zum Ochsen                                     | Zweigeschossiger giebelseitiger Massivbau mit barockem Volutengiebel und Putzgliederung, frühes 18. Jahrhundert | D-5-71-214-43  | weitere Bilder                                                   |
| Marktstraße 8 a (Standort)          | Wohn- und Geschäftshaus                                          | Zweigeschossiger Giebelbau mit langgestreckter Traufseite, verputztes Fachwerk mit Steildach, 16./17. Jahrhundert | D-5-71-214-44  | weitere Bilder                                                   |
| Marktstraße 9 (Standort)            | Rathaus                                                          | Hoch aufragender dreigeschossiger Walmdachbau aus Sandsteinquadern im Rundbogenstil, 1850 | D-5-71-214-45  | weitere Bilder                                                   |
| Marktstraße 12 (Standort)           | Wohn- und Geschäftshaus                                          | Zweigeschossiger massiver Putzbau mit Schweifgiebel, 18. Jahrhundert | D-5-71-214-46  | weitere Bilder                                                   |
| Marktstraße 13 (Standort)           | Wohnhaus                                                         | Schmaler dreigeschossiger Putzbau mit barockem Schweifgiebel, 18. Jahrhundert | D-5-71-214-47  | weitere Bilder                                                   |
| Marktstraße 18 (Standort)           | Wohnhaus                                                         | Zweigeschossiger verputzter Giebelbau mit Mansarddach mit Halbwalm, erstes Viertel 19. Jahrhundert | D-5-71-214-48  | BW                                                               |
| Marktstraße 24 (Standort)           | Wohnhaus                                                         | Zweigeschossiger Traufseitbau mit steilem Frackdach und verputztem Fachwerk, wohl 17./18. Jahrhundert, spätklassizistische Fassade des 19. Jahrhunderts | D-5-71-214-49  | BW                                                               |
| Marktstraße 27, 29, 31 (Standort)   | Ehemaliges Schloss, jetzt Wohnheim für Menschen mit Behinderung  | Mehrteiliger, zweiflügeliger und rechtwinklig angeordneter Gebäudekomplex: Ostflügel dreigeschossiger verputzter Walmdachbau mit Mittelrisalit mit Schopfwalm, Nordflügel zweigeschossiger verputzter Satteldachbau mit Schopfwalmzwerchhaus und westlich angebautem dreigeschossigen Putzbau mit Satteldach, zwischen den Flügeln dreigeschossiger Torbau mit Walmdach und spitzbogiger Durchfahrt, im Kern mittelalterlich, nach Brand erneuert und erweitert 1687–90, umgebaut im 18. Jh. | D-5-71-214-50  | weitere Bilder                                                   |
| Marktstraße 27, 29, 31 (Standort)   | Ehemaliges Schloss, Nebengebäude                                 | Erdgeschossiger Massivbau mit Fachwerkgiebel und Halbwalmdach, im Kern 18. Jahrhundert | D-5-71-214-50  | weitere Bilder                                                   |
| Marktstraße 27, 29, 31 (Standort)   | Rest der Ringmauer                                               | 13. Jahrhundert | D-5-71-214-50  | BW                                                               |
| An der Schloßwand 7 (Standort)      | Graben mit Zwinger sowie Wall und Reste eines zweiten Grabens    | 13. Jahrhundert | D-5-71-214-50  | BW                                                               |
| Marktstraße 30 (Standort)           | Wohnhaus                                                         | Zweigeschossiger Putzbau mit barockem Volutengiebel, Putzgliederung und flachem Satteldach, 18. Jahrhundert | D-5-71-214-51  | weitere Bilder                                                   |
| Nähe Oettinger Straße (Standort)    | Gartenhäuschen                                                   | Erdgeschossiger Fachwerkbau mit Walmdach, 18. Jahrhundert | D-5-71-214-59  | BW                                                               |
| Oettinger Straße 3 (Standort)       | Ehemaliges Gasthaus Zur Krone                                    | Zweigeschossiger Putzbau mit Satteldach und reich gegliedertem Volutengiebel, modern bezeichnet „1530“, barocke Veränderungen im 17./18. Jahrhundert | D-5-71-214-55  | weitere Bilder                                                   |
| Poststraße 5 (Standort)             | Postgebäude                                                      | Zweigeschossiger giebelseitiger Putzbau mit Steildach und kleinem Rundturm, im Heimatstil mit Elementen der Neuen Sachlichkeit, späte 1920er Jahre | D-5-71-214-56  | Postgebäude                                                      |
| Rothmundgäßchen 3 (Standort)        | Wohnhaus                                                         | Zweigeschossiger Satteldachbau aus verputztem Fachwerk, 18. Jahrhundert | D-5-71-214-57  | BW                                                               |
| Sauergasse 1 (Standort)             | Gasthaus, sogenannte Spalter Bierstube                           | Zweigeschossiger Satteldachbau mit Putzgliederung, 18. Jahrhundert | D-5-71-214-58  | weitere Bilder                                                   |
| Sauergasse 15 (Standort)            | Wohnhaus                                                         | Zweigeschossiger Putzbau mit Volutengiebel, 18. Jahrhundert | D-5-71-214-61  | weitere Bilder                                                   |
| Sauergasse 27 (Standort)            | Wohnhaus                                                         | Zweigeschossiger Putzbau mit Volutengiebel, 18. Jahrhundert | D-5-71-214-63  | weitere Bilder                                                   |
| Weinbergweg (Standort)              | Lindenallee                                                      | 19. Jahrhundert | D-5-71-214-5   | BW                                                               |
| Weinbergweg 15 (Standort)           | Leichenhaus                                                      | Neugotischer Arkadenbau auf hohem Sockelband, um 1890/1900 | D-5-71-214-5   | BW                                                               |

### Altentrüdingen
| Lage                                                                                               | Objekt                                 | Beschreibung | Akten-Nr.      | Bild           |
| -------------------------------------------------------------------------------------------------- | -------------------------------------- | --- | -------------- | -------------- |
| Altentrüdingen 12 (Standort)                                                                       | Scheune                                | Zugehörig stattliche massive Scheune, 18. Jahrhundert                                                                                                  | D-5-71-214-69  | BW             |
| Altentrüdingen 13 (Standort)                                                                       | Ehemaliges Austragshaus                | Erdgeschossiger Massivbau mit Putzgliederung und Eckpilaster, um 1820/30                                                                               | D-5-71-214-68  | BW             |
| Altentrüdingen 15 (Standort)                                                                       | Ehemaliges Gasthaus und Brauerei       | Zweigeschossiger Putzbau mit Satteldach und hoch aufragendem Brauerei-Schornstein auf angebautem Sudhaus, spätes 18. Jahrhundert                       | D-5-71-214-67  | weitere Bilder |
| Altentrüdingen 15 (Standort)                                                                       | Ehemalige Zehntscheune                 | Verputzter Massivbau mit Satteldach und Fachwerkgiebel, 18. Jahrhundert, im 19. Jahrhundert verlängert                                                 | D-5-71-214-67  | weitere Bilder |
| Altentrüdingen 15 (Standort)                                                                       | Nebengebäude                           | Schmaler Fachwerkbau mit Satteldach, 19. Jahrhundert                                                                                                   | D-5-71-214-67  | weitere Bilder |
| Altentrüdingen 22 (Standort)                                                                       | Wohnstallhaus                          | Erdgeschossiger verputzter Massivbau mit Satteldach und Zwerchhaus, im Kern 18. Jahrhundert, Umbau bezeichnet „1839“                                   | D-5-71-214-70  | BW             |
| Altentrüdingen 22 (Standort)                                                                       | Scheune                                | Massiver verputzter Satteldachbau, im Kern 18. Jahrhundert                                                                                             | D-5-71-214-70  | BW             |
| Altentrüdingen 37 (Standort)                                                                       | Ehemaliger Bauernhof                   | Scheune, verputzter Massivbau mit Krüppelwalmdach, gleichzeitig                                                                                        | D-5-71-214-74  | weitere Bilder |
| Altentrüdingen 39 (Standort)                                                                       | Ehemaliger Bauernhof                   | Zweigeschossiges verputztes Wohnstallhaus mit Satteldach und Eckgesims, erste Hälfte 19. Jahrhundert                                                   | D-5-71-214-74  | weitere Bilder |
| Altentrüdingen 44 (Standort)                                                                       | Austragshäuschen                       | Kleines traufständiges Wohnhaus, Mitte 19. Jahrhundert                                                                                                 | D-5-71-214-113 | BW             |
| Altentrüdingen 50 (Standort)                                                                       | Evangelisch-lutherische Pfarrkirche    | Verputzter Saalbau mit ausgewiesenem Ostturm, Neubau von Johann David Steingruber unter Einbeziehung mittelalterlicher Bauteile, 1773; mit Ausstattung | D-5-71-214-66  | weitere Bilder |
| Altentrüdingen 50, 52 (Standort)                                                                   | Friedhofsmauer                         | | D-5-71-214-66  | weitere Bilder |
| Altentrüdingen 52 (Standort)                                                                       | Ehemalige Schule                       | Zweigeschossiger Massivbau mit Walmdach, von Johann David Steingruber, 1753, im 19. Jahrhundert verändert                                              | D-5-71-214-73  | weitere Bilder |
| Altentrüdingen 53 (Standort)                                                                       | Ehemaliges Pfarrhaus                   | Zweigeschossiger verputzter Massivbau mit Krüppelwalm, von Johann David Steingruber, 1741, um 1800 verändert                                           | D-5-71-214-72  | weitere Bilder |
| Altentrüdingen 53 (Standort)                                                                       | Scheune                                | Massivbau mit Krüppelwalm, 18./19. Jahrhundert | D-5-71-214-72  | BW             |
| Altentrüdingen 53 (Standort)                                                                       | Grundstücksmauer                       | Massiv verputzt | D-5-71-214-72  | BW             |
| Arrenbachfeld; Bachklinge; Bahnstrecke Nördlingen–Pleinfeld; bei Streckenkilometer 28,0 (Standort) | Viadukt der Ludwigs-Süd-Nord-Eisenbahn | Dreibogig, über den Arrabach, um 1841/49, moderner Überbau                                                                                             | D-5-71-208-17  | weitere Bilder |
| Bahnlinie Nördlingen–Pleinfeld (Standort)                                                          | Viadukt der Ludwigs-Süd-Nord-Eisenbahn | Einbogig mit Brüstungsmauer, um 1841/49 | D-5-71-214-75  | BW             |
| Lentersheimer Mühlbach (Standort)                                                                  | Brücke über den Mühlbach               | Zweibogig aus massivem Quaderwerk, 18. Jahrhundert | D-5-71-214-77  | weitere Bilder |
| Lentersheimer Mühlbach (Standort)                                                                  | Brücke über den Mühlbach               | Vierbogiger Quaderbau, 18. Jahrhundert, modern verändert                                                                                               | D-5-71-214-76  | BW             |

### Fürnheim
| Lage                    | Objekt                                                                             | Beschreibung | Akten-Nr.      | Bild           |
| ----------------------- | ---------------------------------------------------------------------------------- | --- | -------------- | -------------- |
| Fürnheim 33 (Standort)  | Ehemaliger Bauernhof                                                               | Zweigeschossiges Wohnstallhaus mit steilem Satteldach und Putzgliederung, um 1890/1900                                                                                             | D-5-71-214-114 | BW             |
| Fürnheim 35 (Standort)  | Gasthaus und Brauerei Friedrich Höhenberger                                        | Ursprünglich erdgeschossiger Bau von 1731, 1813 verändert und wohl aufgestockt, mit Satteldach und Putzgliederung, nördlicher Brauereianbau von 1927, 1996/97 umgebaut und saniert | D-5-71-214-115 | BW             |
| Fürnheim 40 (Standort)  | Evangelisch-lutherische Pfarrkirche, ehemals St. Nikolaus                          | Spätgotischer Chorturm mit angefügtem klassizistischen Saal, Turm wohl 15. Jahrhundert, Saal nach Plänen von Keim, 1817/20; mit Ausstattung                                        | D-5-71-214-78  | weitere Bilder |
| Fürnheim 40 (Standort)  | Friedhofsmauer                                                                     | Im Kern wohl noch mittelalterlich | D-5-71-214-78  | BW             |
| Fürnheim 142 (Standort) | Sandsteinsäule zur Erinnerung an die um 1800 abgegangene Kapelle zum Heiligen Blut | Mit eingeritztem Kreuz | D-5-71-214-112 | BW             |

### Geilsheim
| Lage                                  | Objekt                                           | Beschreibung | Akten-Nr.     | Bild           |
| ------------------------------------- | ------------------------------------------------ | --- | ------------- | -------------- |
| Geilsheim 62 (Standort)               | Dreiseithof, Wohnhaus                            | ursprünglich eingeschossiges Fachwerkhaus, (dendrochronologisch datiert) 1647, Errichtung des Obergeschosses (dendrochronologisch datiert) 1679, weitgehender Ersatz des ursprünglichen Fachwerkgefüges in Bruchsteinmauerwerk mit Wappenstein des Klosters Rebdorf, (dendrochronologisch datiert) bezeichnet „1738“ | D-5-71-214-85 | weitere Bilder |
| Geilsheim 62 (Standort)               | Dreiseithof, Scheune                             | breitgelagerter verputzter Satteldachbau, (dendrochronologisch datiert) 1867 | D-5-71-214-85 | BW             |
| Geilsheim 62 (Standort)               | Dreiseithof                                      | Ehemaliger Schweinestall, kleiner Putzbau mit Satteldach, Bruchsteinmauerwerk, 19. Jahrhundert | D-5-71-214-85 | BW             |
| Geilsheim 62 (Standort)               | Dreiseithof                                      | Teilstücke der massiven Einfriedung | D-5-71-214-85 | BW             |
| Geilsheim 64 (Standort)               | Ehemaliger Pfarrhof, Pfarrhaus                   | zweigeschossiger Putzbau mit Steildach, 18. Jahrhundert | D-5-71-214-81 | weitere Bilder |
| Geilsheim 64 (Standort)               | Ehemaliger Pfarrhof, Nebengebäude                | kleiner verputzter Satteldachbau, gleichzeitig | D-5-71-214-81 | BW             |
| Geilsheim 64 (Standort)               | Ehemaliger Pfarrhof, Einfriedung                 | barocke Sandsteinpfeiler mit Kugelbekrönung und Werksteinmauer, gleichzeitig | D-5-71-214-81 | BW             |
| Geilsheim 64 (Standort)               | Ehemaliger Pfarrhof, ehemalige Scheune           | Verputzter Satteldachbau, gleichzeitig | D-5-71-214-81 | BW             |
| Geilsheim 68 (Standort)               | Evangelisch-lutherische Pfarrkirche Heilig Kreuz | Gotische Chorturmkirche, im Kern 14. Jahrhundert, angefügtes Langhaus Anfang 16. Jahrhundert, Turmoktogon und Glockenhaube 1727; mit Ausstattung | D-5-71-214-79 | weitere Bilder |
| Geilsheim 66, 68 (Standort)           | Friedhofsmauer                                   | Spätmittelalterliche Bruchsteinmauer mit eingelassenen Grabsteinen | D-5-71-214-79 | BW             |
| In Geilsheim (Standort)               | Scheune, sogenannter Seestadel                   | Breit gelagerter doppeltoriger Halbwalmdachbau, bezeichnet „1784“ | D-5-71-214-83 | BW             |
| In Geilsheim, Geilsheim 25 (Standort) | Evangelisch-lutherische Kirche St. Andreas       | Gotische Chorturmkirche des 14. Jahrhunderts mit angefügtem Langhaus von 1746; mit Ausstattung | D-5-71-214-80 | weitere Bilder |
| In Geilsheim, Geilsheim 25 (Standort) | Friedhofsmauer                                   | Spätmittelalterliche Bruchsteinmauer mit Treppenaufgang | D-5-71-214-80 | BW             |

### Hertleinsmühle
| Lage                        | Objekt                                     | Beschreibung                                                                                        | Akten-Nr.     | Bild |
| --------------------------- | ------------------------------------------ | --------------------------------------------------------------------------------------------------- | ------------- | ---- |
| Hertleinsmühle 1 (Standort) | Ehemalige Mühle, sogenannte Hertleinsmühle | Zweigeschossiges verputztes Wohnhaus mit Zwerchhaus und Halbwalmdach, zweite Hälfte 19. Jahrhundert | D-5-71-214-86 | BW   |

### Laufenbürg
| Lage                         | Objekt                                      | Beschreibung | Akten-Nr.     | Bild           |
| ---------------------------- | ------------------------------------------- | --- | ------------- | -------------- |
| Laufenbürg 2 (Standort)      | Ehemaliges Torhaus des Schlosses Laufenbürg | Erdgeschossiger Walmdachbau mit längsseitig vorspringenden Risaliten und konkav vorgezogenen Flankenbauten bzw. Mauern, von Carl Friedrich von Zocha, um 1730/50 | D-5-71-214-87 | weitere Bilder |
| Laufenbürger Feld (Standort) | Wallanlagen                                 | 18. Jahrhundert | D-5-71-214-87 | weitere Bilder |
| Laufenbürger Feld (Standort) | Lustteich des abgegangenen Schlosses        | 19. Jahrhundert | D-5-71-214-87 | BW             |

### Oberaumühle
| Lage                     | Objekt                                  | Beschreibung                                      | Akten-Nr.     | Bild |
| ------------------------ | --------------------------------------- | ------------------------------------------------- | ------------- | ---- |
| Oberaumühle 1 (Standort) | Ehemalige Mühle, sogenannte Oberaumühle | Zweigeschossiger Putzbau mit Schopfwalmdach, 1683 | D-5-71-214-88 | BW   |

### Obermögersheim
| Lage                          | Objekt                                                                      | Beschreibung | Akten-Nr.      | Bild           |
| ----------------------------- | --------------------------------------------------------------------------- | --- | -------------- | -------------- |
| Burlesberg (Standort)         | Ehemalige Schafscheune                                                      | Verputzter Massivbau mit tief heruntergezogenem Satteldach, 19. Jahrhundert                                            | D-5-71-214-103 | BW             |
| Obermögersheim 1 (Standort)   | Ehemaliges Bauernhaus                                                       | Zweigeschossiges Wohnstallhaus mit Steildach und reich verziertem Portal, bezeichnet „1895“                            | D-5-71-214-102 | weitere Bilder |
| Obermögersheim 2 (Standort)   | Gasthaus                                                                    | Zweigeschossiger Putzbau auf hohem Kellergeschoss mit Profilierungen und Satteldach, Mitte 19. Jahrhundert, Umbau 1881 | D-5-71-214-90  | weitere Bilder |
| Obermögersheim 2 (Standort)   | Nebengebäude                                                                | Schmaler verputzter Satteldachbau, zweite Hälfte 19. Jahrhundert                                                       | D-5-71-214-90  | BW             |
| Obermögersheim 62 (Standort)  | Zwiehof, Wohnstallhaus                                                      | Zweigeschossiger verputzter Satteldachbau, im Kern 18. Jahrhundert, bezeichnet „1890“                                  | D-5-71-214-91  | BW             |
| Obermögersheim 60 (Standort)  | Zwiehof, Scheune                                                            | Zweigeschossiger Putzbau mit Satteldach, zweite Hälfte 19. Jahrhundert                                                 | D-5-71-214-91  | BW             |
| Obermögersheim 100 (Standort) | Evangelisch-lutherische Pfarrkirche St. Anna, sogenannte Untere Kirche      | Schlichter verputzter Saalbau von 1821, Turm im Kern mittelalterlich; mit Ausstattung                                  | D-5-71-214-100 | weitere Bilder |
| Obermögersheim 104 (Standort) | Evangelisch-lutherisches Pfarrhaus                                          | Zweigeschossiger Putzbau mit Mansardwalmdach, 1716                                                                     | D-5-71-214-89  | BW             |
| Obermögersheim 108 (Standort) | Wohnstallhaus des ehemaligen Zweiseithofes                                  | Erdgeschossiger verputzter Satteldachbau, bezeichnet „1764“                                                            | D-5-71-214-92  | BW             |
| Obermögersheim 108 (Standort) | Scheune                                                                     | Massiver Putzbau mit Satteldach, zweite Hälfte 19. Jahrhundert                                                         | D-5-71-214-92  | BW             |
| Obermögersheim 120 (Standort) | Teile der ehemaligen Schlossmauer                                           | Haustein (Adelssitz 1840 abgebrochen)                                                                                  | D-5-71-214-104 | BW             |
| Obermögersheim 138 (Standort) | Gasthaus und ehemalige Brauerei Bickel                                      | Zweigeschossiger Putzbau mit Krüppelwalm, im Kern 17./18. Jahrhundert, umgebaut 1860                                   | D-5-71-214-98  | BW             |
| Obermögersheim 138 (Standort) | Nebengebäude mit Brauhaus                                                   | Ein- und zweigeschossiger Putzbau mit Satteldach, 1865 anstelle älterer Brauanlagen errichtet; mit Ausstattung         | D-5-71-214-98  | BW             |
| Winkelgraben (Standort)       | Kellerhaus                                                                  | Mit Fachwerküberbau, wohl 18./19. Jahrhundert                                                                          | D-5-71-214-98  | BW             |
| Obermögersheim 146 (Standort) | Wohnstallhaus des Zwiehofes                                                 | Erdgeschossiger verputzter Sandsteinquaderbau mit Steildach, bezeichnet „1902“                                         | D-5-71-214-97  | BW             |
| Obermögersheim 152 (Standort) | Wohnstallhaus                                                               | Erdgeschossig, massiv mit Zwerchhaus-Erweiterung, 18./19. Jahrhundert                                                  | D-5-71-214-99  | BW             |
| Obermögersheim 156 (Standort) | Wohnstallhaus                                                               | Erdgeschossig, massiv, 18./19. Jahrhundert Massive Scheune Große Hoflinde                                              | D-5-71-214-96  | BW             |
| Obermögersheim 194 (Standort) | Evangelisch-lutherische Friedhofskirche St. Martin, sogenannte Obere Kirche | Spätromanischer Chorturm mit Spitzhelm, flach gedecktes Langhaus, 15. Jahrhundert; mit Ausstattung                     | D-5-71-214-101 | weitere Bilder |
| Obermögersheim 194 (Standort) | Friedhofsmauer                                                              | Bruchsteinmauerwerk | D-5-71-214-101 | BW             |
| Obermögersheim 206 (Standort) | Wohnstallhaus                                                               | Erdgeschossig, massiv, mit Zwerchhaus-Erweiterung, 18./19. Jahrhundert                                                 | D-5-71-214-93  | BW             |

### Schobdach
| Lage                    | Objekt | Beschreibung | Akten-Nr.      | Bild           |
| ----------------------- | --- | --- | -------------- | -------------- |
| In Schobdach (Standort) | Evangelisch-lutherische Filialkirche St. Johannis, ehemalige katholische Wallfahrtskirche Vierzehn Nothelfer | Kleiner spätgotischer Saalbau mit dreiseitig geschlossenem Chor und südlichem Chorflankenturm, bezeichnet „1494“; mit Ausstattung | D-5-71-214-106 | weitere Bilder |
| Schobdach 2 (Standort)  | Wohnhaus | Erdgeschossiger Massivbau mit Eckbetonung und tief heruntergezogenem Satteldach, nach 1822                                        | D-5-71-214-108 | BW             |
| Schobdach 29 (Standort) | Ehemalige Scheune des Zwiehofes sowie Wohnstallhaus                                                          | Massiver verputzter Satteldachbau, nach 1822                                                                                      | D-5-71-214-107 | BW             |

### Stahlhöfe
| Lage                    | Objekt                | Beschreibung                           | Akten-Nr.      | Bild |
| ----------------------- | --------------------- | -------------------------------------- | -------------- | ---- |
| In Stahlhöfe (Standort) | Corpus des Wegkreuzes | Vergoldetes Gusseisen, 19. Jahrhundert | D-5-71-214-109 | BW   |

### Stockaumühle
| Lage                      | Objekt                                       | Beschreibung                                                                                                 | Akten-Nr.      | Bild |
| ------------------------- | -------------------------------------------- | --- | -------------- | ---- |
| Stockaumühle 1 (Standort) | Mühle, sogenannte Stockaumühle, Wohnhaus     | Zweigeschossiger kubischer Massivbau mit Walmdach, im Kern 16. Jahrhundert, Umbauten 17./18./19. Jahrhundert | D-5-71-214-110 | BW   |
| Stockaumühle 1 (Standort) | Mühle, sogenannte Stockaumühle, Nebengebäude | Erdgeschossiger Putzbau mit Satteldach, 18. Jahrhundert, mit Mahlwerk des 19. und frühen 20. Jahrhunderts    | D-5-71-214-110 | BW   |

## Ehemalige Baudenkmäler
In diesem Abschnitt sind Objekte aufgeführt, die früher einmal in der Denkmalliste eingetragen waren, jetzt aber nicht mehr. Objekte, die in anderem Zusammenhang also z. B. als Teil eines Baudenkmals weiter eingetragen sind, sollen hier nicht aufgeführt werden. Aktennummern in diesem Abschnitt sind ehemalige, jetzt nicht mehr gültige Aktennummern.

| Lage                                              | Objekt                     | Beschreibung                                                                          | Akten-Nr.     | Bild                       |
| ------------------------------------------------- | -------------------------- | ------------------------------------------------------------------------------------- | ------------- | -------------------------- |
| Wassertrüdingen Dinkelsbühler Straße 2 (Standort) | Gasthaus Zur Sonne         | Zweigeschossiger Massivbau mit Fachwerkgiebel und steilem Satteldach, 18. Jahrhundert | D-5-71-214-11 | weitere Bilder             |
| Wassertrüdingen Kapellgasse 28 (Standort)         | Ehemaliges Ackerbürgerhaus | Zweigeschossiger Giebelbau mit Fachwerk-Giebel, 18. Jahrhundert                       | D-5-71-214-31 | Ehemaliges Ackerbürgerhaus |